# Municipio de Ingallston
El municipio de Ingallston (en inglés: Ingallston Township) es un municipio ubicado en el condado de Menominee en el estado estadounidense de Míchigan. En el año 2010 tenía una población de 935 habitantes y una densidad poblacional de 5,03 personas por km².

## Geografía
El municipio de Ingallston se encuentra ubicado en las coordenadas 45°17′2″N 87°31′37″O / 45.28389, -87.52694. Según la Oficina del Censo de los Estados Unidos, el municipio tiene una superficie total de 185.74 km², de la cual 183,61 km² corresponden a tierra firme y (1,15 %) 2,13 km² es agua.

## Demografía
Según el censo de 2010, había 935 personas residiendo en el municipio de Ingallston. La densidad de población era de 5,03 hab./km². De los 935 habitantes, el municipio de Ingallston estaba compuesto por el 98,4 % blancos, el 0,64 % eran amerindios, el 0,21 % eran asiáticos, el 0,11 % eran isleños del Pacífico, el 0,11 % eran de otras razas y el 0,53 % eran de una mezcla de razas. Del total de la población el 0,21 % eran hispanos o latinos de cualquier raza.